# Yasuyuki Satō
Yasuyuki Satō (jap. 佐藤 康之, Satō Yasuyuki; * 12. April 1966 in der Präfektur Hiroshima) ist ein ehemaliger japanischer Fußballspieler.

## Karriere
Satō erlernte das Fußballspielen in der Schulmannschaft der Sanyo High School. Seinen ersten Vertrag unterschrieb er 1985 bei Mazda. Der Verein spielte in der zweithöchsten Liga des Landes, der Japan Soccer League Division 2. 1985/86 wurde er mit dem Verein Vizemeister der Division 2 und stieg in die Division 1 auf. 1987 erreichte er das Finale des J.League Cup. Am Ende der Saison 1987/88 stieg der Verein in die J2 League ab. 1990/91 wurde er mit dem Verein Vizemeister der Division 2 und stieg in die Division 1 auf. Mit Gründung der Profiliga J.League 1992 und der damit verbundenen Neuorganisation des japanischen Fußballs wurde der Mazda zu Sanfrecce Hiroshima. 1994 wurde er mit dem Verein Vizemeister der J1 League. 1995 und 1996 erreichte er das Finale des Kaiserpokals. Für den Verein absolvierte er 147 Erstligaspiele. 1997 wechselte er zum Zweitligisten Ōita Trinita. Für den Verein absolvierte er 23 Spiele. Ende 1997 beendete er seine Karriere als Fußballspieler.

## Erfolge
Mazda/Sanfrecce Hiroshima
- J1 League

Vizemeister: 1994
- Kaiserpokal

Finalist: 1987, 1995, 1996